# 순천연향초등학교
순천연향초등학교는 대한민국 전라남도 순천시 연향동에 있는 공립 초등학교이다.

## 학교 연혁
- 2020. 03. 01. 총 16학급, 유치원 3학급 편성
- 2020. 02. 14. 제25회 졸업(총 5,555명 배출)
- 2019. 03. 01. 제10대 교장 김회춘 부임
- 1996. 03. 01. 현재 교명으로 변경
- 1995. 03. 01. 순천연향국민학교로 개교(36학급)

## 학교 상징
- 우리 학교 꽃 - 동백꽃 : 인내
- 우리 학교 나무 - 소나무 : 영원, 굳셈
- 우리 학교 색 - 노랑 : 희망

## 참고 자료
- 순천연향초등학교 - 한국교육학술정보원 학교알리미